# متأسفم برای شخص دیگری اینجام
«متأسفم برای شخص دیگری اینجام» (انگلیسی: Sorry I'm Here for Someone Else) ترانه‌ای از خواننده و ترانه‌پرداز آمریکایی، بنسون بون است که در ۲۷ فوریه ۲۰۲۵ به‌عنوان تک‌آهنگ آغازین از دومین آلبوم استودیویی او با نام قلب آمریکایی (۲۰۲۵) منتشر شد.

## آهنگسازی
«متأسفم برای شخص دیگری اینجام» در سبک پاپ راک است. این ترانه دارای سینت‌سایزرهای ضرب‌آهنگ‌دار و حلقهٔ درامی با ریتمی پرانرژی است. از نظر مضمونی، ترانه به موضوع عبور از یک رابطه و نداشتن کینه یا احساس منفی نسبت به عشق گذشته می‌پردازد. بنسون بون در متن ترانه، دیداری ناگهانی با معشوق پیشینش را توصیف می‌کند؛ درحالی‌که در یک رستوران منتظر شریک فعلی‌اش است و ناچار می‌شود از آن شخص قدیمی عذرخواهی کند. او با تردید برای شکستن دل او روبه‌روست، اما توضیح می‌دهد: «موضوع شخصی نیست.»